# Fourfourás (Réthymnon)
Fourfourás, en grec moderne : Φουρφουράς, est un village du dème d'Amári, au sud-est du district régional de Réthymnon de la Crète, en Grèce. Selon le recensement de 2011, la population de Fourfourás compte 605 habitants.
Le village est situé à une distance de 38 km de Réthymnon, à 25 km de la mer de Libye et à une altitude de 460 mètres.

## Source de la traduction
- (el) Cet article est partiellement ou en totalité issu de l’article de Wikipédia en grec moderne intitulé « Φουρφουράς Ρεθύμνης » (voir la liste des auteurs).